# Cymodoce bicarinata
Cymodoce bicarinata är en kräftdjursart som beskrevs av Stebbing 1904. Cymodoce bicarinata ingår i släktet Cymodoce och familjen klotkräftor. Inga underarter finns listade i Catalogue of Life.